# Nagel (Anatomie)

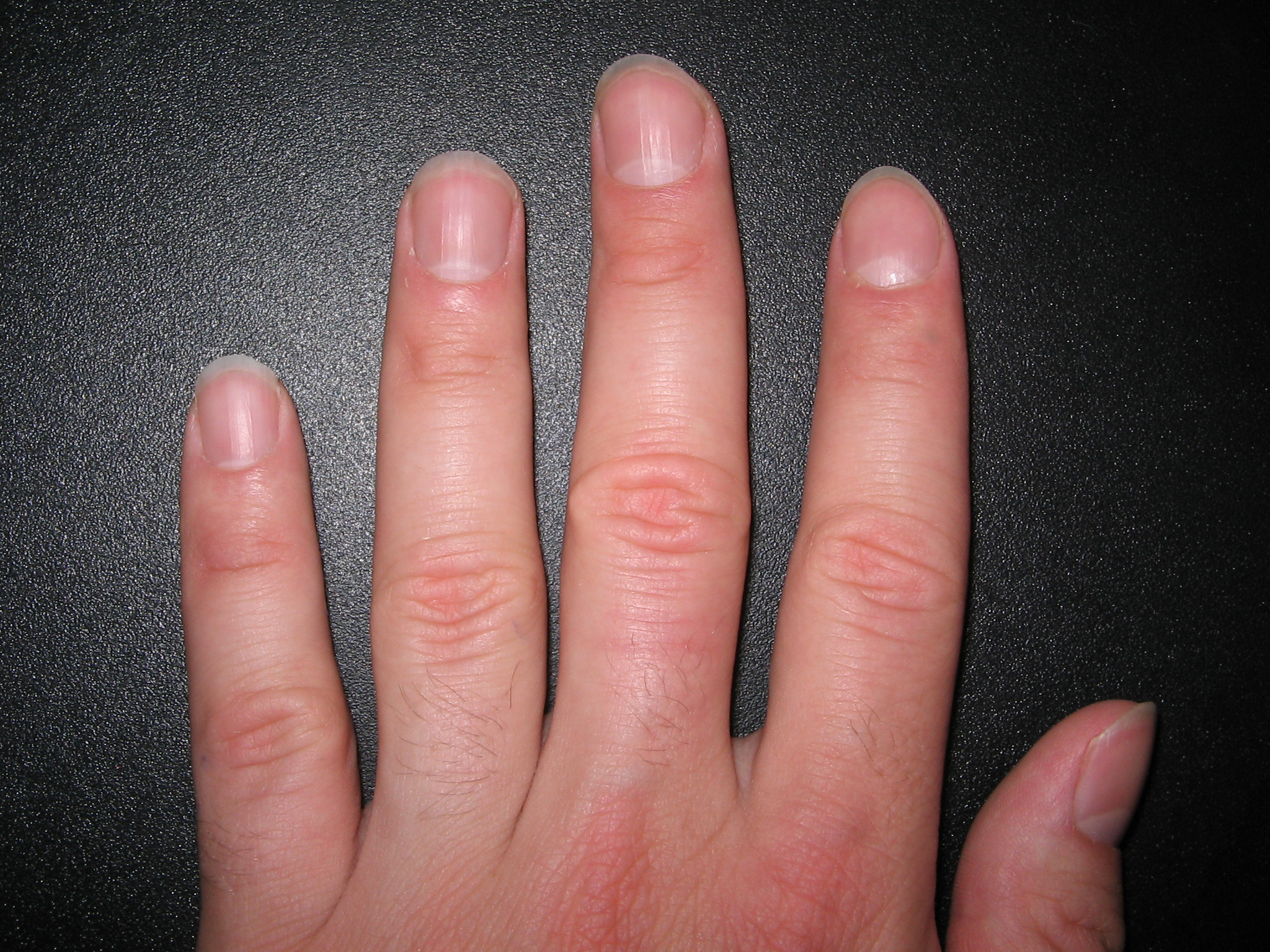
Fingernägel eines Menschen

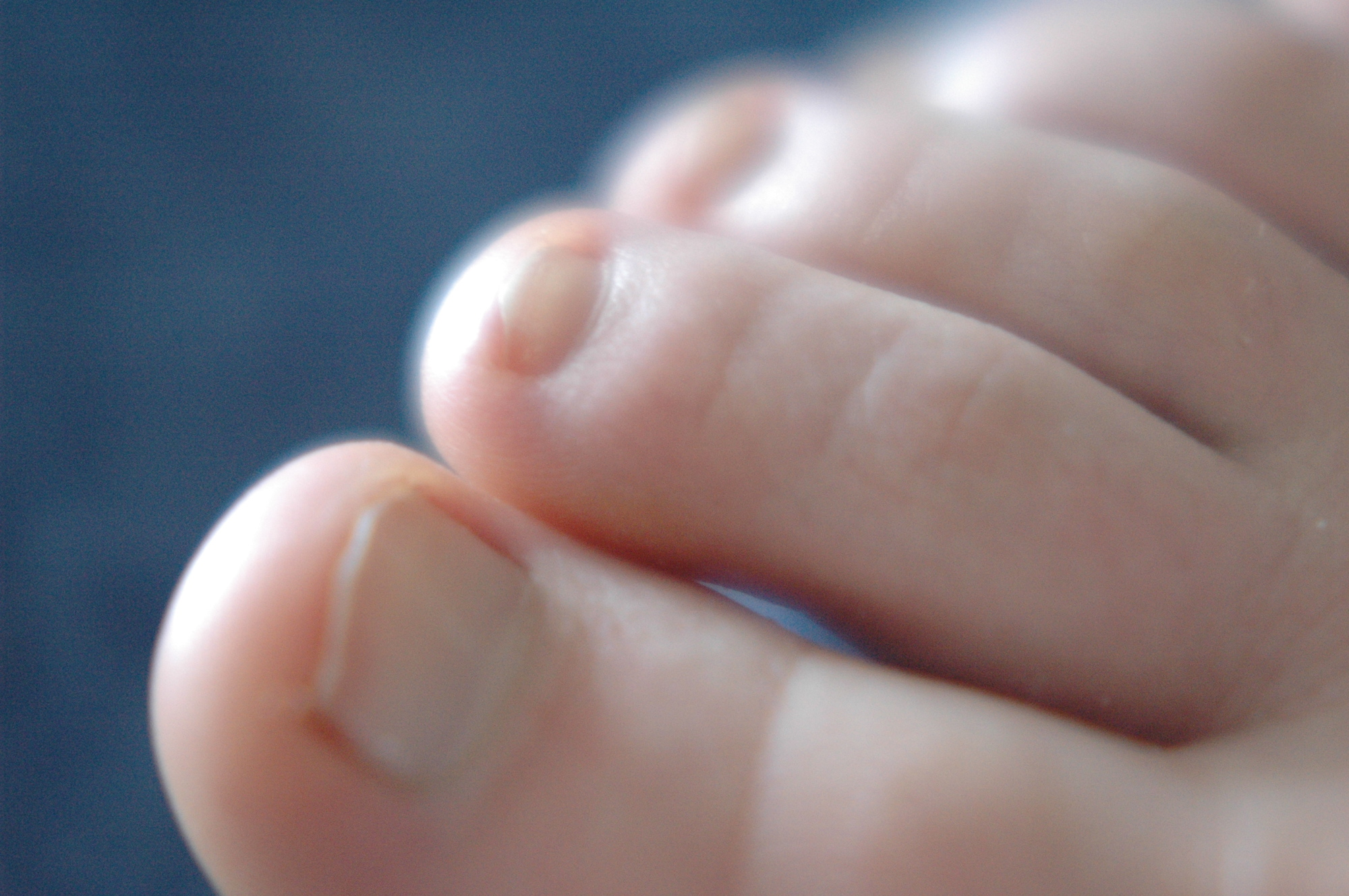
Zehennägel eines Menschen

Als Nagel (lateinisch Unguis) wird bei Primaten eine gewölbte, durchscheinende Keratinplatte auf der Oberseite der Finger- oder Zehenspitze bezeichnet, die einerseits dem Schutz der Fingerkuppen, andererseits der Unterstützung der Greiffunktion dient.
Die Entsprechungen zum Nagel in der Tierwelt werden als Klauen, Hufe oder Krallen bezeichnet. Das Adjektiv periungual bedeutet in der Umgebung eines Finger- oder Zehennagels beziehungsweise um den Nagel herum, und subungual bedeutet unter dem Nagel, also im Bereich des Nagelbettes oder darunter.

## Beschreibung und Funktion

Anatomische Darstellung des Nagels, Längsschnitt

Die Nägel (auch als Nagelplatten bezeichnet) sind Abkömmlinge der Epidermis, die nur bei Primaten in der hier dargestellten Form vorkommen. Sie bilden sich an der Nagelwurzel aus Hornplatten. Die Nagelwurzel liegt am Grund der Nageltasche. Das Epithel, das in der Nageltasche dorsal der Nagelplatte aufliegt, wird als Eponychium bezeichnet, das Epithel unter dem Nagel (dem der Nagel also dorsal aufliegt) als Hyponychium. Unter dem Hyponychium liegt das bindegewebige Nagelbett, das fest mit dem Periost der Endphalanx verwachsen ist. Distal schließt das Hyponychium mit dem Nagelsaum ab. Im Bereich der Nagelwurzel wird das Hyponychium zur Matrix (Nagelwurzel), es bildet die Substanz der Nagelplatte – der entsprechende Bereich ist auch als Nagelmöndchen (Lunula) erkennbar. Seitlich werden die Nägel von einer Hautfalte, dem sogenannten Nagelfalz umgeben. Der dazu lateral und proximal gelegene Nagelwall ist der Abschnitt der Haut, der die Nagelplatte sowohl an der Seite, als auch der Wurzel umfasst. Diese Hauterhebung bedeckt den nicht sichtbaren Teil des Nagels und gibt diesem Halt sowie Schutz vor schmerzhaften Einrissen. Als Perionychium oder Perionyx (deutsch Nagelhaut) bezeichnet man den am Nagelwall dorsal der Nagelplatte direkt aufliegenden, sichtbaren Hautanteil.
Mechanisch betrachtet stellen die Nägel ein Widerlager für die sensiblen Fingerbeeren (beim Tier „Tastballen“) dar. Sie liegen dem Nagelbett (Matrix bzw. Matrixepithel) auf und sind mit diesem ausreichend fest verbunden, um als wirksames Kratz-, Ritz- und Zupfwerkzeug eingesetzt werden zu können. Wie wichtig der Nagel für diese Funktionen ist, wird auch an der dichten sensiblen Innervierung im hauptsächlich vorderen Bereich (3–4 mm) der Epidermis erkennbar. Wo die Fingerkuppenhaut unter den Nagel reicht, erfasst ein Sinneszellensaum die taktile (d. h. Tast-)Information der fast immobilen Nagelplatte. Gerade durch die Berührung eines Gegenstandes mit dem Nagel können Oberflächenbeschaffenheit und Härte bestimmt werden, was sonst so nicht möglich wäre. Der Bereich des Hyponychiums ist fast taub, jedoch ist hier eine Berührung ohne vorhandenen Nagel schmerzhaft.

## Nagelbildung und Nagelwachstum
Die Zellen, aus denen der Finger- bzw. Zehennagel besteht, werden in der Nagelmatrix, auch Nagelwurzel genannt, gebildet. Nägel bestehen aus 100 bis 150 unregelmäßig übereinander geschichteten Lagen von Hornzellen und sind normalerweise zwischen 0,05 (Nagel eines Babys) und 0,75 mm stark. Die Nagelbildung (Onychisation) ist eine Verhornung ohne Bildung der Zwischenstufe Keratohyalin. Die verschiedenen Nägel wachsen unterschiedlich schnell, etwa 0,5–1,2 mm pro Woche. Bei den menschlichen Nägeln wächst meist der des Mittelfingers am schnellsten. Eine Verzögerung des Nagelwachstums tritt im Alter, bei Traumata und bestimmten krankhaften Prozessen auf.

## Krankheiten und Schädigungen

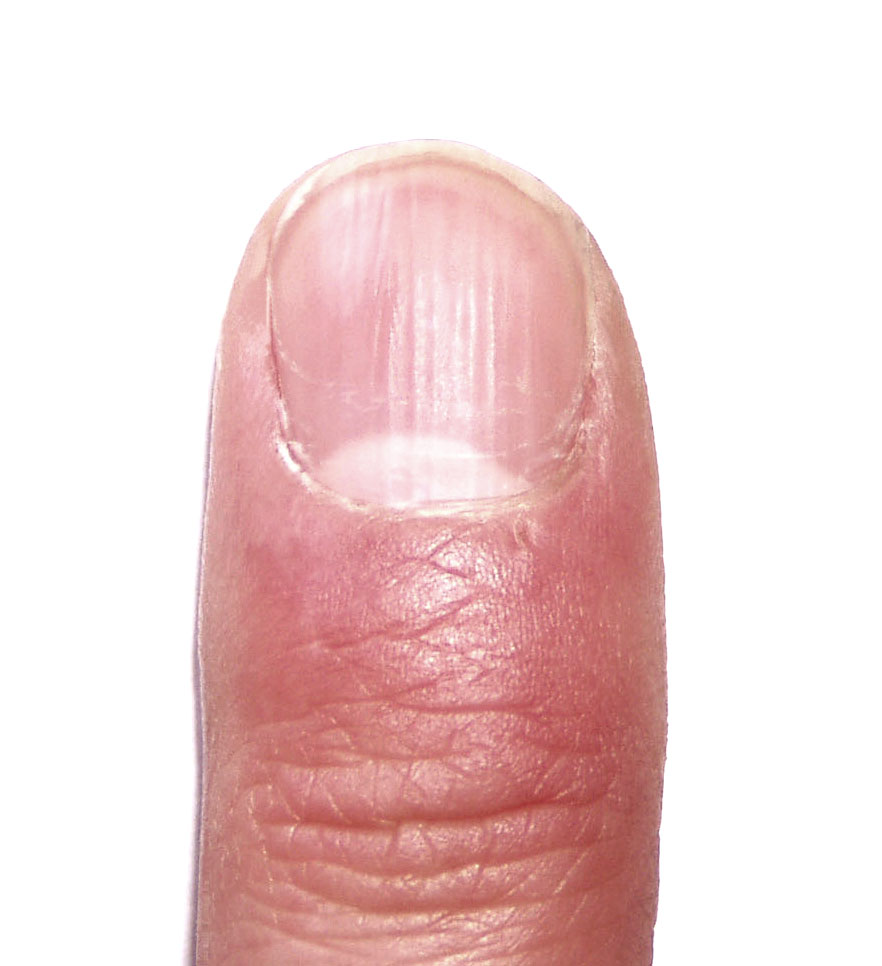
Grübchenbildung an den Fingernägeln bei Psoriasis

Bei Nagelveränderungen wird zwischen Nagelerkrankungen und Nagelschäden unterschieden. Sowohl Nagelerkrankungen als auch Nagelschäden können anlagebedingt auftreten oder aus falschen Behandlungen der Nägel resultieren. Auch Hormonveränderungen oder schlechte Ernährung können Ursachen für Nagelveränderungen sein.
Als Merkregel gilt: Betrifft eine Störung die Nagelmatrix, so wächst die Nagelläsion aus. Betrifft sie das Nagelbett, handelt es sich um eine ortsbeständige Läsion. Finger- und Zehennägel können eine Reihe von Krankheiten und Schäden haben. Im Folgenden werden einige Krankheiten und Schäden aufgelistet:

### Längsrillen
Längsrillen entstehen als Alterserscheinungen. Sie können auch im Rahmen einer Alopecia areata auftreten. Die Rillen können mit Nagelauffüllern bearbeitet oder durch Polieren ausgeglichen werden.

### Querrillen
Querrillen können durch Verletzungen der Nagelplatte entstehen. Die Rillen können mit Nagelauffüllern bearbeitet oder durch Polieren ausgeglichen werden. Schwere Allgemeinerkrankungen (z. B. mit tagelangem hohen Fieber einhergehend) oder Vergiftungen können ebenfalls zu Querrillen an allen Nägeln führen.

### Weiße Flecken

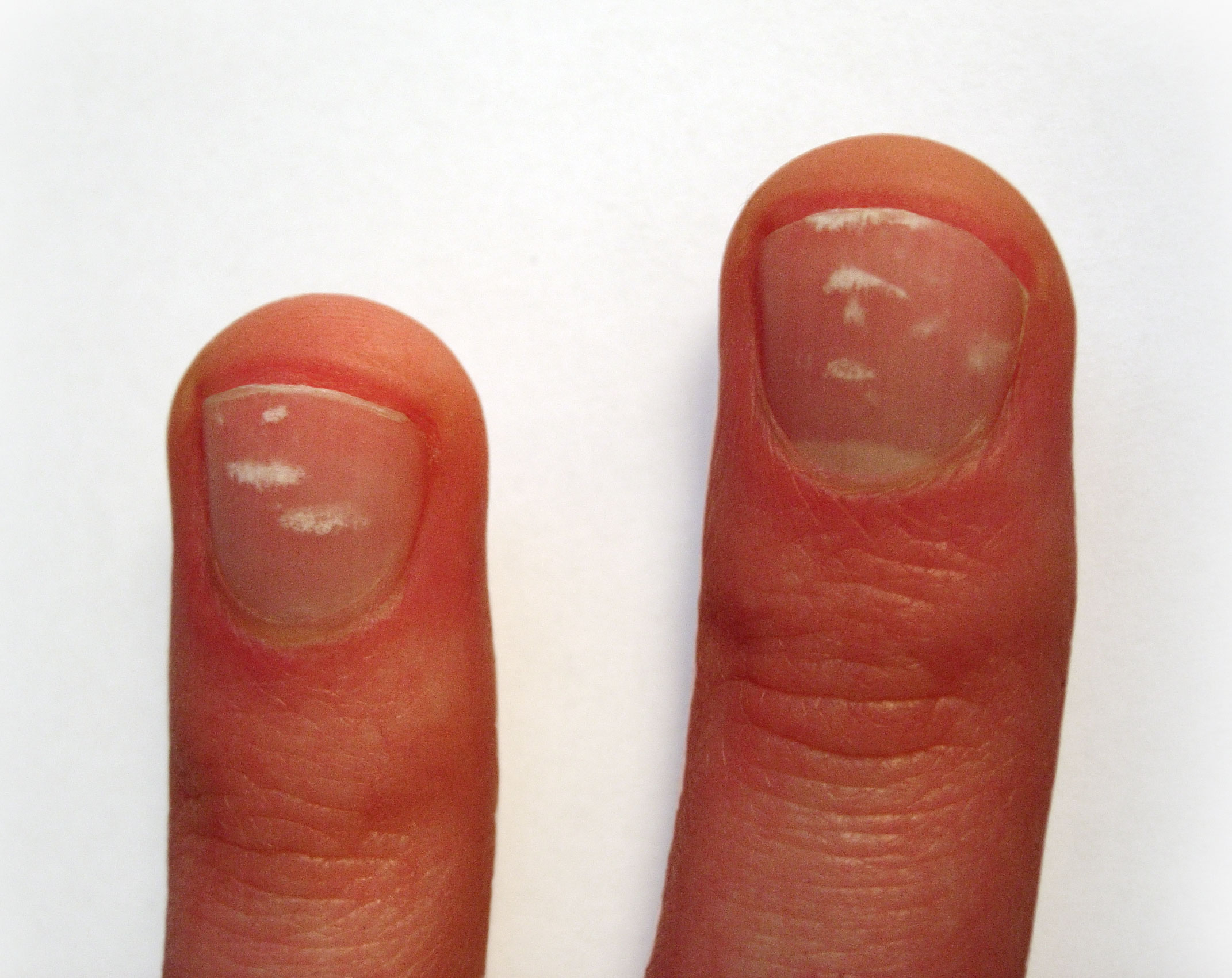
Weiße Flecken auf Fingernägeln

Bei den weißen Flecken im Nagel handelt es sich um eine mangelnde Verschmelzung der Nagelplatten, die aufgrund der veränderten Lichtreflexion (ähnlich wie bei der Lunula) milchig-weiß erscheinen. Die unversehrte Nageloberfläche dagegen reflektiert durch ihre annähernd glatte Struktur das Licht gebündelter, wodurch die Nägel leicht spiegelnd wirken. Die mangelnde Verschmelzung hat viele verschiedene Ursachen, beispielsweise wird sie von einem Stoß oder aber auch von Krankheiten oder Medikamenten verursacht. Die weit verbreitete Ansicht, weiße Stellen oder Flecken auf Fingernägeln (Leukonychia punctata) seien Zeichen einer Eiweißmangelerscheinung oder durch einen Calcium- oder Magnesiummangel bedingt, ist nicht wissenschaftlich belegt.

### Brüchige Nägel
Nägel können brüchig werden, wenn häufig waschaktive Substanzen oder Desinfektionsmittel verwendet werden oder eine falsche Pflege angewandt wird. Auch eine falsche Ernährung kann dazu beitragen, dass Nägel trocken und spröde werden. Mit Nagelhärtern können brüchige Nägel kosmetisch behandelt werden. Brüchige Nägel können auch medizinisch behandelt werden. Brüchige und splitternde Nägel können Anzeichen für einen Mangel an Biotin (Vitamin H) sein. Biotin ist essentiell für die Bildung der Hornsubstanz Keratin und trägt somit wesentlich zum gesunden Wachstum von Haut, Haaren und Fingernägeln bei.

### Verfärbungen der Nägel
Werden Chemikalien ohne den Gebrauch von Handschuhen verwendet, können sich die Nägel verfärben. Auch Nikotin, Medikamente oder farbiger Nagellack, unter dem kein schützender Unterlack verwendet wird, können die Nägel verfärben. Verfärbte Nägel können mit farbigem Nagellack kaschiert werden.

### Grün- oder Schwarzfärbung des Fingernagels
Fingernägel können grün oder schwarz werden, wenn auf eine Verletzung oder einen mechanischen Reiz der Nägel eine bakterielle Infektion folgt. Eine Grün- oder Schwarzfärbung der Fingernägel kann medizinisch behandelt werden.

### Niednagel

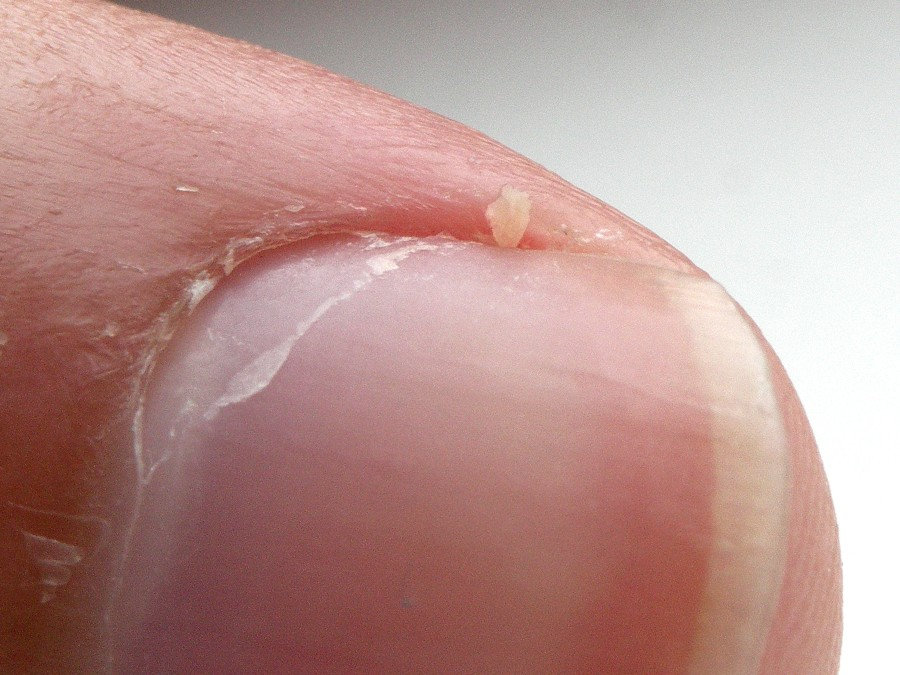
Niednagel am Daumen

Ein Niednagel oder Neidnagel (nach niederländisch nijdnagel) – dem Volksglauben nach entstehe ein Niednagel, wenn man von einem neidischen Blick getroffen wird – ist ein teils abgelöster, aber noch am Nagelwall festsitzender schmaler verhornter Hautstreifen. Er kann schmerzhaft einreißen und vereinzelt auch Entzündungen verursachen. Um dies zu verhindern, sollte man den Niednagel möglichst nahe dem Ansatz mit einer desinfizierten Schere abschneiden. Der Niednagel wird (unter Anlehnung an nieten im Sinne von drücken/schmerzen) auch Nietnagel genannt.

### Nagelpilz
Pilzsporen können den Nagel durch Ansteckung oder durch mangelnde Hygiene befallen. Nagelpilz lässt sich medizinisch behandeln. Durch Haut- oder Nagelverletzungen (unter anderem) kann es ebenfalls zu einem Befall durch Nagelpilz (Nagelmykose) kommen, wovon Farbe und Form der Nägel beeinträchtigt werden. Eine Behandlung etwa an den nur langsam wachsenden Fußnägeln ist langwierig.

### Nagelablösung
Bei der Nagelablösung (Onycholyse) kommt es zu einem Verlust der Verbindung zwischen Nagelplatte und Nagelbett. Sie kann auf Teilbereiche beschränkt sein oder den ganzen Nagel betreffen. Die vollständige Ablösung wird als Onychomadese bezeichnet.

### Paronychie und Panaritium
Eine Entzündung des Nagelwalles wird als Paronychie bezeichnet, sie kann sich zu einem Panaritium weiterentwickeln.

### Warzen am Nagel
Warzen am Nagel können durch Viren entstehen. Sie lassen sich medizinisch auf verschiedene Weisen behandeln.

### Nagelkauen

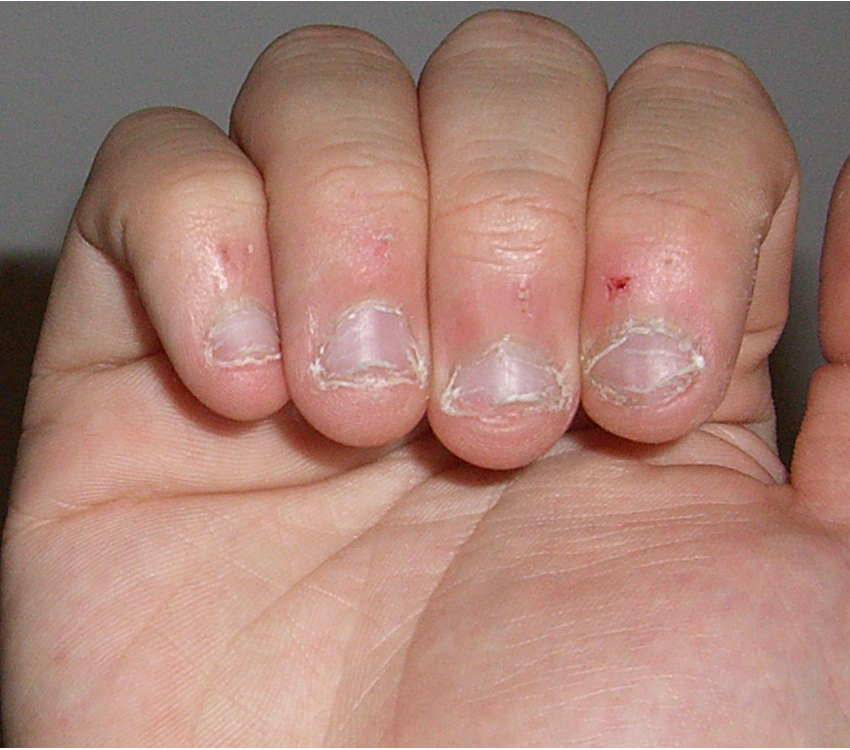
Verkürzter Nagelsaum

Ein beim Menschen häufiger Ausdruck von Nervosität ist das Abkauen der überstehenden Teile der Fingernägel und der Nagelhaut (Perionychium). Wird über einen längeren Zeitraum an den Nägeln gekaut, kann der Nagelsaum sich verkürzen. Eine Verkürzung des Nagelsaums kann optisch durch Formung und Lackierung der Fingernägel kaschiert werden.

## Fingernagelprobe
Unter anderem in der Rettungsmedizin ist die Fingernagelprobe eine Methode zur orientierenden Feststellung der peripheren Durchblutungssituation, welche einen groben Rückschluss auf die Kreislaufsituation zulässt, insbesondere bei wenig Zeit für die Untersuchung eines jeden Verletzten, etwa bei Katastrophen und Unfällen. Dabei wird der Nagel kurz ins Nagelbett gedrückt, sodass sich dieses weiß färbt. Ist die Zeit bis zur Wiedereinfärbung länger als eine Sekunde, liegt eine Mangeldurchblutung vor. Jedoch können vorausgegangene Nagelverletzungen dieses Ergebnis verfälschen.
Als Fingernagelprobe werden auch Materialprüfungen bezeichnet. Entweder wird der Nagel in das Material eingedrückt und dann auf Verformungen oder Ähnliches geachtet oder der Prüfer fährt mit dem Nagel über die Oberfläche, um anhand eines Vergleichnormals die Rautiefe zu bestimmen.
Die Fingernagelprobe ist nicht zu verwechseln mit der sprichwörtlichen Nagelprobe.

## Pflege
Die Pflege der Finger- und Zehennägel bezeichnet man als Maniküre bzw. Pediküre. Beim Feilen der Nägel sollte darauf geachtet werden, dass nicht über den Rand hinaus gefeilt wird, um ein Ausfransen des Nagels zu verhindern. Je nach Körnung der Feile ist für eine vollständige Glättung das Feilen in nur eine Richtung zu empfehlen. Im Handel sind verschiedene Nagelpflegemittel erhältlich.

## Gesellschaft und Kultur
Durch lange Fingernägel zeigte in China zur Zeit der Qing-Dynastie (17. bis frühes 20. Jh.) der Träger, dass er keiner körperlichen Arbeit nachgehen musste (wie auch heute die Nagelmodellage interpretiert werden kann). Dies ist noch in manchen Ländern Asiens und Afrikas (Ägypten) üblich, wobei jedoch oft nur der Nagel des kleinen Fingers ungeschnitten bleibt.
Im Deutschen steht die Redewendung „Auf den Nägeln brennen“ dafür, dass etwas für jemanden sehr dringlich ist. Sie stammt möglicherweise daher, dass die Mönche beim nächtlichen Beten oder Lesen eine kleine Kerze auf einem Daumennagel befestigten und gegen Ende der Lesung in Zeitnot gerieten, weil es auf den Nägeln brannte.